# لن تعود م س د مرة اخري

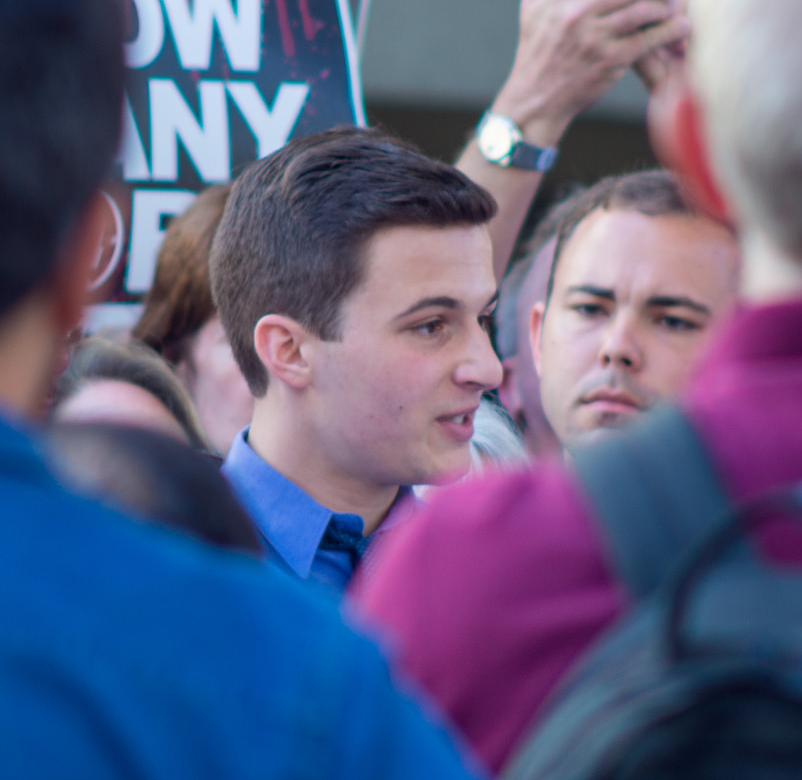
كاميرن كاسكي (المركز) في مسيرة في مدينة لادولرديل فلوريدا في ا لسابع عشر من فبراير 2018

 لن تعود م س د مرة اخري  (يشير MSD في ثانوية  استوونمان  دوجلس) هي منظمة أمريكية تحد استخدام المدافع  بقيادة الطالب الذي يدعو إلى تشديد اللوائح لمنع العنف السلاح. وتعرف المجموعة أيضا بهاشتاج #ليس مرة اخري وايضا #هذا الحد يكفي، وتم تشكيلها عقب كارثة اطلاق النار علي ثانوية ستوونمان دوجلس في مقاطعة باركلاند في ولاية فلوريدا الأمريكية حيث تم اطلاق النار علي 17 شخص من الطلاب والعاملين علي نحو مهللك ادي بحياتهم  بواسطة تلميذ سابق للمدرسة تم الكشف عن هويته لاحقا وهو (  نيوكلاس كروز)  وكان مسلحا ببندقية شبه الية من طراز AR-15 . كانت أول انطلاقة للمجموعة علي مواقع التواصل الاجتماعي كحركة تسمي ((للناجين من اطلاق نار ثانوية ستوونمان دوجلس بواسطة الناجيين من ثانوية ستوونمان دوجلس)) باستخدام الهاشتاج #ليس مرة اخري. المجموعة اعلنت المعارضة مطالبة باتخاذ قرارات تشريعية لضمان عدم حدوث مثل هذه الواقعة مرة اخري في المستقبل وايضا ناشدت بادانة صناع القوانين في الولاليات المتحدة الأمريكية الذين تلقوا مساعادات سياسية من الاتحد القومي اللاسلحة (NRA) تم انساب الفضل لهذه المجموعة بواسطة الجريدة الأمريكية واشنطن بوست علي انهم ((حققوا نجاح ساحق)) ضد الاتحاد القومي للاسلحة في مجلس تشريع فلوريدا في مارس 2018 عندما صوت كل من الجانبين الي العديد من اجراءات الحد من الاستخدام الاسلحة. تم زيادة التمويل للجانب الامني بواسطة القانون وتم رفع السن القانوني المسموح له لشراء السلاح من 18 الي 21 .
تشكلت المجموعة مما يقرب من 20 طالب الذين نجوا من اطلاق النار في ثانوية ستوونمان دوجلس. من الاعضاء البارزيين يكون (الفونسو كالديرون وسارة شادويك وجاكلين كورين وايما جونزاليز ودافيد هوج وكاميرون كاسكي واليكس ويند). ظهر خمس أعضاء من مجموعة (ليس وس د مرة اخري)علي غلاف مجلة تايم الأمريكية في مارس 2018 .

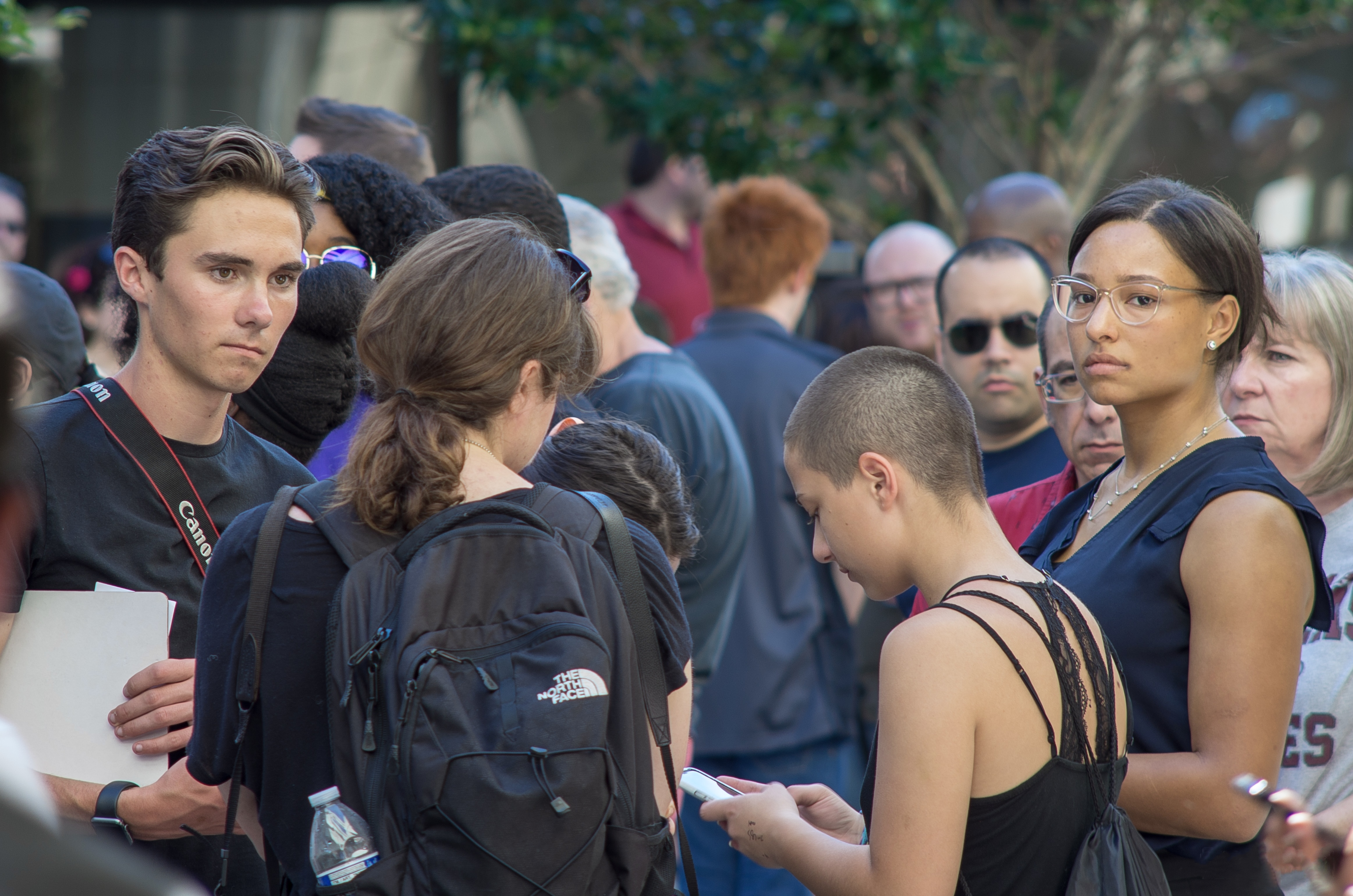

## التأسيس
Garcia، Alex. "#NeverAgain Colleges". #NeverAgain Colleges. مؤرشف من الأصل في 2019-06-10. {{استشهاد ويب}}: استعمال الخط المائل أو الغليظ غير مسموح: |ناشر= (مساعدة)
Garcia، Alex. "#NeverAgain Colleges". #NeverAgain Colleges. مؤرشف من الأصل في 2019-06-10. {{استشهاد ويب}}: استعمال الخط المائل أو الغليظ غير مسموح: |ناشر= (مساعدة)
Garcia، Alex. "#NeverAgain Colleges". #NeverAgain Colleges. مؤرشف من الأصل في 2019-06-10. {{استشهاد ويب}}: استعمال الخط المائل أو الغليظ غير مسموح: |ناشر= (مساعدة)
Garcia، Alex. "#NeverAgain Colleges". #NeverAgain Colleges. مؤرشف من الأصل في 2019-06-10. {{استشهاد ويب}}: استعمال الخط المائل أو الغليظ غير مسموح: |ناشر= (مساعدة)

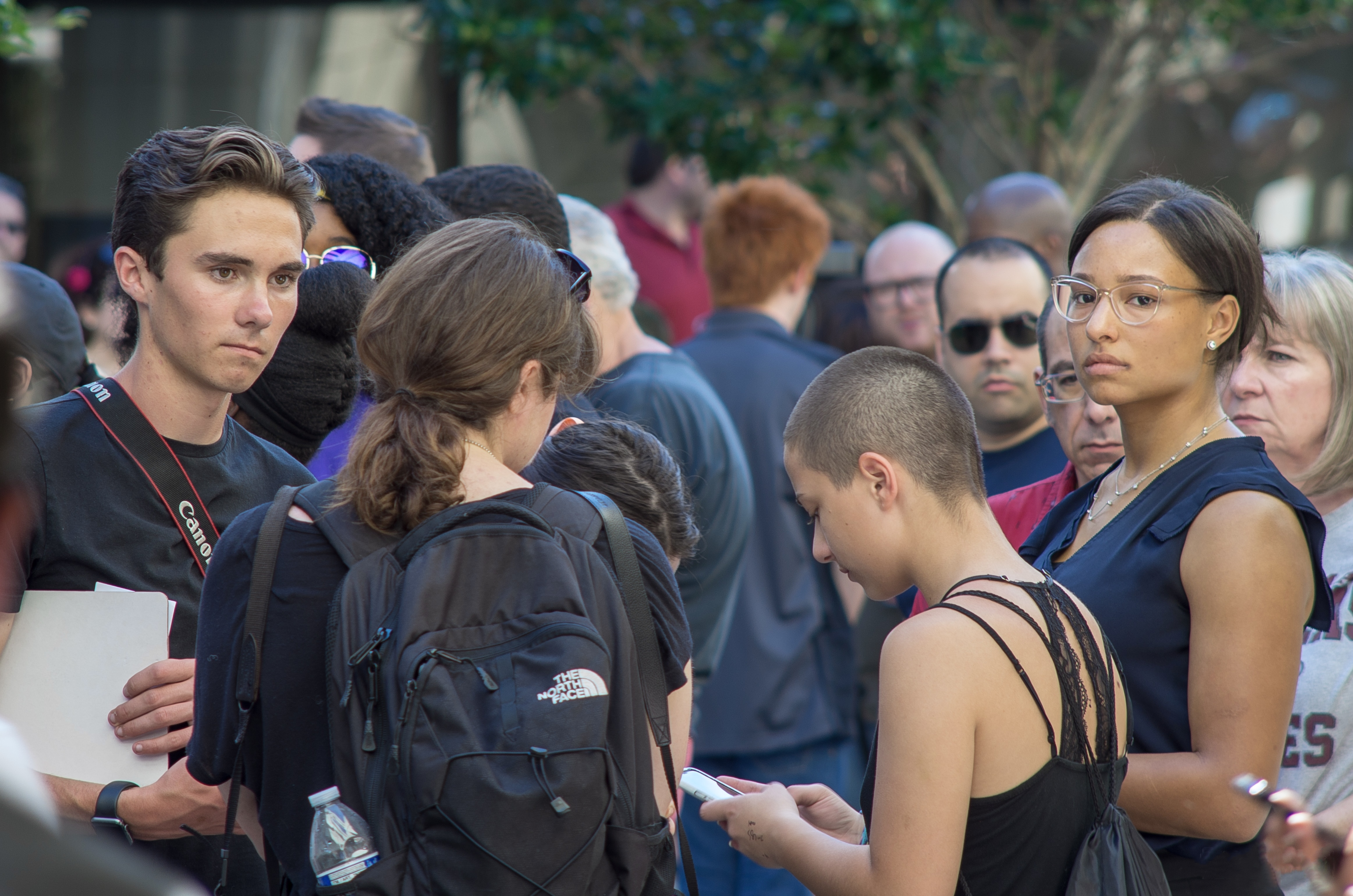
دافيد هووك و ايما جونزاليز في مسيرة في مدينة لادريلديل في فلوريدا في السابع عشر من فبرلير 2018

تشكلت المجموعة مما يقرب من 20 طالب الذين نجوا من اطلاق النار في ثانوية ستوونمان دوجلس. من الاعضاء البارزيين يكون (الفونسو كالديرون وسارة شادويك وجاكلين كورين وايما جونزاليز ودافيد هوج وكاميرون كاسكي واليكس ويند). ظهر خمس أعضاء من مجموعة (ليس وس د مرة اخري)علي غلاف مجلة تايم الأمريكية في مارس 2018 .
تشكلت المجموعة بواسطة كاميرون كاسكي وزملاءه  خلال الاربع أيام التي اعقبت اطلاق النار. الاعضاء الثلاثة الاوليين كانوا كاسكي واليكس ويند وسوفيا ويتني.
في الخامس عشر من فبراير 2018 اليوم الأول بعد المذبحة  تقابل كاسكي مع ويند في كاندل لايت فيجيل (مطعم أو كافيتيريا) وصرح ويند قائلا «اليوم بعد الواقعة نحن قولنا شيء يحتاج ان يتم تنفيذه حيث انهم في حاجة ان يكونوا في وسط الصورة، يحتاجون ان يصبحوا حركة وتنظيم» دعا كاسكي ويند وويتني الي منزله بعد ان تركوا الكافيتريا فيجيل. كان كاسكي هو من جاء باسم ((never again))أو ((ليس بعد)) اثناء عمل  الثلاثي علي وضع خطة العمل طوال الليل. وقام كاسكي بنشر منشور «ابقي متيقظا، #ليس مرة اخري» علي صفحة التواصل الاجتماعي الفيسبوك.
حظيت المجموعة خلال الثلاث أيام التي اعقبت المنشور باكثر من 35,000 متابع علي القيسبوك. جذب كاسكي في السابع عشر من فبراير 2018 مجموعة من طلاب ثانوية دوجلاس وكانوا ((دافيد هوج وايما جونزاليز وديالاني تار)) في مسيرة التحكم في استخدام الاسلاحة في  فورت لادورديل في فلوريدا  ولاسيما بدءوا الحديث  سرعان ما انضموا اليهم. الطلاب.  الطلاب اعطوا احاديث تلفيزيونية كثيرة علي قدرما في وسعهم للقنوات والشبكات التلفيزيونية. وقالت المجموعة إنهم عملوا بسرعة للاستفادة من اهتمام وسائل الإعلام الوطنية التي أعطيت لإطلاق النار وعواقبه. وقد تم عرض العديد من الطلاب باركلاند في التغطية الإعلامية. بحلول اليوم التالي، أنشأت المجموعة حسابات على تويتر وأعلنت احتجاجًا على مستوى البلاد. وضمت حملت مارس للحماية  في الرابع والعشرين من مارس 2018 الملايين من البشر من أكثر من 800 موقع الاكتروني حول الولاليات المتحدة وبلدان اخري.

## النشاط

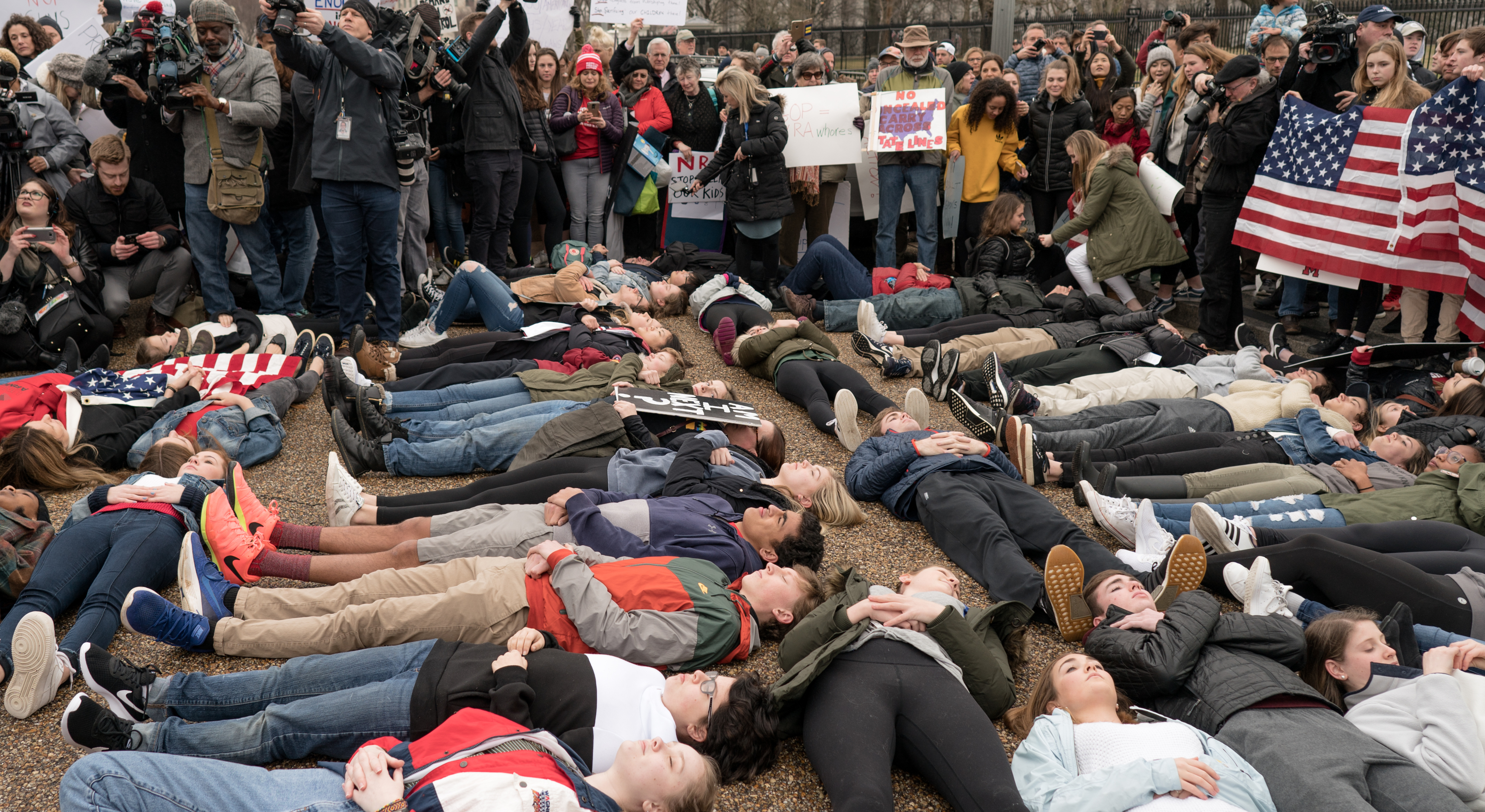
الهمت حركة ليس مجددا ام اس دي الطلاب من جميع ارجاء الدولة للاحتجاج علي قانون السلاح في البلاد. صورة استلقاء الطلاب امام البيت الابيض في 19 قبرير 2018.

في 17 فبراير 2018, حضر مئات الداعمين مسيرة السيطرة على مسدسات فورت لودرديل في المحكمة الفيدرالية في مقاطعة بروارد. وقد دعا كلا من الالمسؤؤلين المنتخبين والمدافعين عن قانون مراقبة السلاح ومن ضمنهم عضو مجلس الشيوخ بولاية كاليفورنيا غاري فارمر الي قوانين سلاح مقبولة ومنطقية والي تشريع امن لحمل السلاح. وفي هذه المسيرة، ايما جونزاليز بدأت خطابها بدقيقة حداد علي روح السبعة عشر ضحية الذين قتلوا في المدرسة. ومن ثم القت خطابا مشبوب بالعاطفة امتد لمدة 11 دقيقة، متسائلة اين كان «المنطق» في قوانين السلاح الأمريكية وداعية أعضاء الكونجرس الذين قبلوا بمساهمات الجمعية الوطنية للبنادق (ان ار ايه) في وضع القانون. وعرفت جونزاليس بتوبيخها المستمر «لافكار و دعوات» الحكومة والرئيس دونالد ترامب

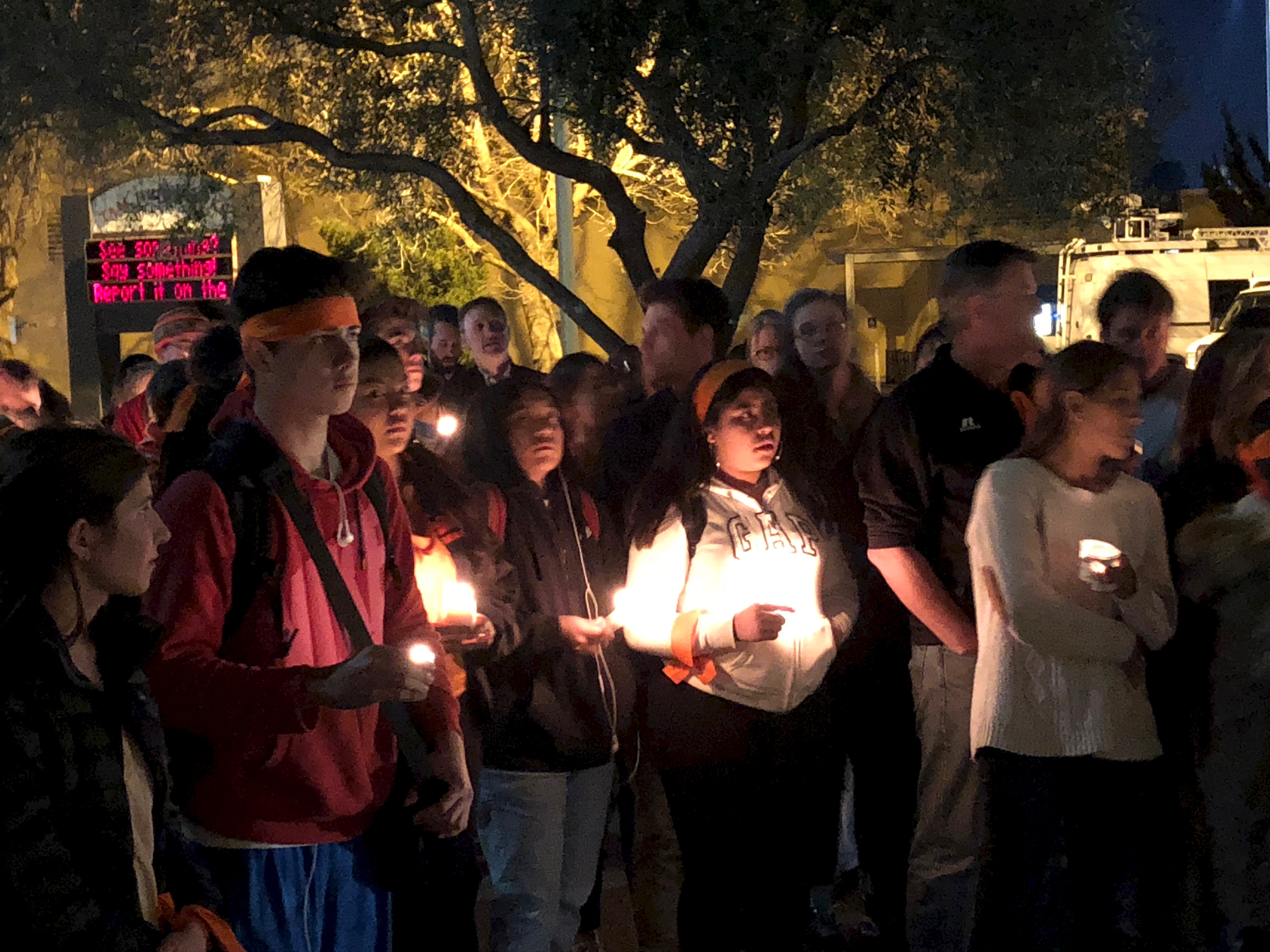
الهمت الحركة احتجاجات ليلية صامتة ضد عنف السلاح و لمناقشة الاصلاحات. صورة طلاب مدرسة تامالبايس الثانوية في وادي ميل بكالفورنيا.

في عمود رأي للسي ان ان (CNN) كتب طالب باركلاند كاميرون كاسكي «لا يمكننا تجاهل مشكلة مراقبة السلاح التي اثارتها تلك المأساة، ولذلك انا اطالب باتخاذ الجراءات الآن». وصرح دايفيد هوج في مقابلة ببرنامج سي بي اس هذا الصباح (CBS This Morning) «يجب علي صناع السياسات في هذا البلد العمل معا» واضاف قائلا«لا اهتم ان كنت جمهوري أو ديمقراطي فهذه حياة أطفال».

ناقشت ديلاني تار في افتتاحية كتبتها في مجلة تين فوغ السبب وراء قيامها هي واصدقائها بتنظيم رد لاطلاق النار الجماعي الذي حدث في بارك لاند. وصرحت قائلة "معرفة انه بامكاننا منع حدوث مثل هذا الشيء حتي ولو لشخص واحد هو الشيء الوحيد الذي يجعلني اشعر بتحسن في مثل هذه المأساة التي لا معني لها" واضافت " نحن لم نعد فقط مجرد طلاب بالثانوية، نعم هذا صحيح، فنحن المستقبل ونحن التغيير.
و كانت أول مظاهرة منظمة من قبل حركة #ليس مجددا هي مسيرة الي مبني الكابيتول بولاية فلوريدا في تلاهاسي في 20 فبراير 2018. عملت المجموعة مع عضو الكونجرسديبي واسرمان شولتز وعضو مجلس شيوخ فلوريدا لورين بوك لتنظيم رحلة بالحافلة لمئة طالب وخمسة عشر والد مرافق الي مبني الكابيتول ليعبروا عن مخاوفهم من المشرعين وليطالبوا باتخاذ اجراءات بشأن العنف المسلح.و كانت جاكلين كورين منظمة رئيسية لرحلة الحافلة الاحتجاجية. وزعم تقرير في مجلة فانيتي فير ان فكرة القيام برحلة الحافلة عقب اطلاق النار مباشرة هي فكرتها حيث ان الخبر كان معروضا علي القنوات الاخبارية وقالت كورين «الاخبار تنسي بسرعة ولهذا كنا بحاجة الي حدث جماهيري حاسم». وأجري رئيس تحرير شبكة سي ان ان جاك تابر مقابلة مع صوفي ويتني، أحد منظمي رحلة الحافلة علي متن الحافلة وهي في طريقها. وشاهد العديد من الطلبة ومن بينهم فريد غوتنبيرج، والد طالب قتيل، من المعرض عندما صوت مجلس نواب فلوريدا ضد النظر في مشروع قانون لحظر الأسلحة الهجومية (مثل بنادق طراز AR-15)و المجلات ذات السعة العالية في تصويت بلغ عدد الاصوات فيه 71 ال 36. وفي اليوم التالي، حضر أكثر من 3000 شخص مسيرة في الكابيتول 
ساهمت حركة ليس مجددا ام اس دي ومجموعات اخري في الغاء الرعاية المقدمة الي (ان ار ايه NRA), وفي خصومات لاعضائها. فمن الشركات التي قطعت علاقتها ب ان ار ايه البنك الوطني الاول في اوماها,و شركات تاجير السيارات هيرتز، أفيس، انتربرايز وبدجت, وشركة التأمين ميتلايف وشركة برامج الكمبيوتر سيمانتك وشركة الأمن المنزلي سيمبليلايف بالإضافة الي شركات الخطوط الجوية كخطوط دلتا الجوية والخطوط الجوية المتحدة
و قد نسب الي حركة ليس مجددا ام اس دي اشراك افراد ذو بشرة مختلفة في الحركة. وصرحت جاكلين كورين «لقد حظيت بارك لاند باهتمام أكبر بسبب ثرائها» في حين انتقد دايفيد هوج الاعلام بسبب «عدم اعطاء الطلاب ذو البشرة السوداء حقهم في التعبير عن رأيهم».و صرح أليكس ويند ان الاحتجاجات كانت لانهاء العنف المسلح ضد جميع الطوائف

### مسيرة من أجل حياتنا
مسيرة من اجل حيلتنا هي مظاهرة وطنية تضمنت مسيرة عقدت في واشنطن العاصمة في 24 فبراير 2018. وقد تم هذا الحدث بالتعاون مع المنظمة غير الربحية ايفري تاون فور جن سافتي.ظهر مئات الاف من المتظاهرين في العديد من المظاهرات في انحاء آلة لايات المتحدة، وكذلك علي الصعيد الدولي، للمطالبة باتخاذ اجراءات ضد العنف المسلح.تحدث العديد من طلاب مارجوري ستونمان دوغلاس في واشنطن العاصمة. تحدث غونزاليز لمدة ست دقائق، طول مدة إطلاق النار في باركلاند، وأثنى عليه من خلال تكرار أسماء الضحايا والأشياء التي لن يفعلوها مرة أخرى متبوعة بدقائق صمت.
قالت يولاندا رينيه كينغ، حفيدة مارتن لوثر كينغ الابن البالغة من العمر 9 سنوات والتي أحضرتها كورين، خلال كلمتها: «لدي حلم بأن هذا يكفي بما فيه الكفاية». بالإضافة إلى مشاركة المنصة في الاحتجاج مع الملك، قاموا أيضا بتمرير المايك إلى طالبة المدرسة الابتدائية الأمريكية من أصول أفريقية فيرجينيا نعومي ودلر..حيث كشف بول مكارتني، الذي كان يتحدث إلى شبكة سي ان ان في المسيرة، عن قميصه بقراءة «يمكننا إنهاء العنف المسلح».

## استجابة
تبرع جورج وأمل كلوني  بمبلغ  500 ألف دولار للمنظمة للمساعدة في تكاليف تنظيم
مظاهرة مسيرة حياتنا، التي سيشاركون فيها أيضًا.وفي اعقاب اعلان عائلة كلوني، تعهد مشاهير آخرون من بينهم أوبرا وينفري وجيفري كاتزينبرغ وستيفن سبيلبيرغ بأن يصل التبرع مبلغ 500 ألف دولار.
 الافتتاحية
بعنوان "
أسوأ كابوس لهيئة الموارد الطبيعية هنا " في سي إن إن، قارن دين عبيدالله  ليس بعد م س د إلى "الأيام الأولى لحركة #انا أيضا، التي تسببت في تحول ثقافي فيما يتعلق بسوء السلوك الجنسي".
بعد أن هدّدت بعض المدارس بوقف الطلاب للمشاركة في احتجاجات ليس مرة اخري م س د السلمية (#ليس مرة اخري)، تعهدت مئات من كليات الولايات المتحدة بعدم معاقبة الطلاب على تأديتهم للمشاركة. هذه الكليات، بما في ذلك معهد ماساتشوستس للتكنولوجيا (إم آي تي)، وجامعة هارفارد، وجامعة ييل، وجامعة كولومبيا، وجامعة فلوريدا،  اضافوا أسماءهم إلى كليات #ليس مرة اخري.

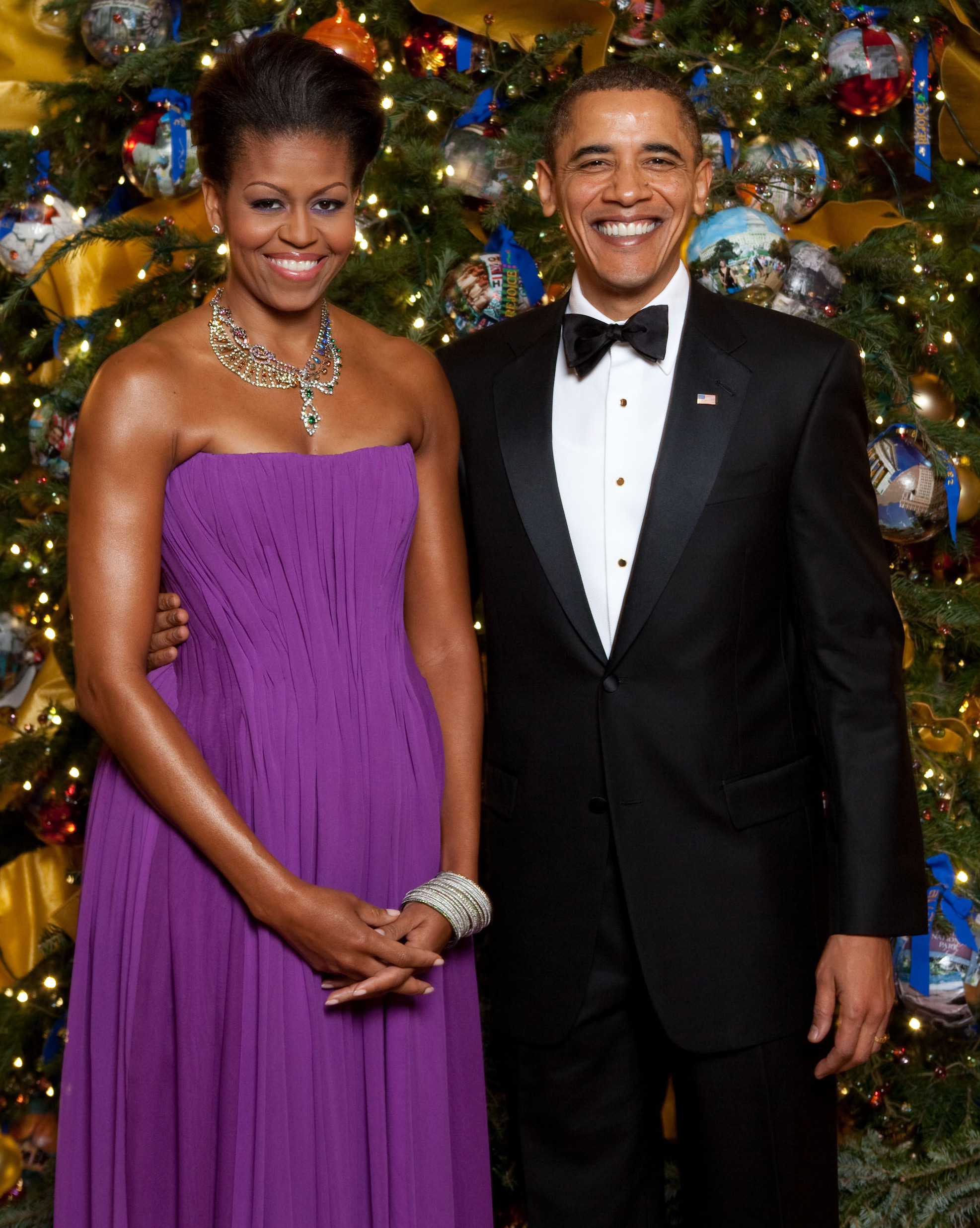
كتب ميشيل وباراك أوباما رسالة لدعم طلبة باركلاند ، ناهين رسالتهم "سنكون هناك من أجلكم".

في مارس 2018، كتب باراك أوباما وميشيل رسالة مكتوبة بخط اليد لطلاب باركلاند، معبرين عن إعجابهم
بدعوتهم ضد العنف المسلح:
أردنا أن نعلمكم كيف كان مصدر إلهامنا من خلال المرونة والعزيمة والتضامن الذي أظهرتموه جميعًا في أعقاب مأساة لا توصف... ليس فقط دعمتم وأرحتم بعضكم البعض، لكنكم ساعدتم في إيقاظ ضمير الأمة، وتحدى صناع القرار لجعل سلامة أطفالنا أولوية قصوى للدولة. ... على مدار تاريخنا، قاد شباب مثلكم الطريق لجعل أميركا أفضل.
- ميشيل وباراك أوباما،  10مارس، 2018
Garcia، Alex. "#NeverAgain Colleges". #NeverAgain Colleges. مؤرشف من الأصل في 2019-06-10. {{استشهاد ويب}}: استعمال الخط المائل أو الغليظ غير مسموح: |ناشر= (مساعدة)
Garcia، Alex. "#NeverAgain Colleges". #NeverAgain Colleges. مؤرشف من الأصل في 2019-06-10. {{استشهاد ويب}}: استعمال الخط المائل أو الغليظ غير مسموح: |ناشر= (مساعدة)
نتقد عضو مجلس الشيوخ الجمهوري السابق والمرشح الرئاسي ريك سانتوروم نشطاء باركلاند، واقترحوا خلال مقابلة مع شبكة CNN أن الطلاب يجب أن يتعلموا طرقًا للرد على مطلق النار بدلاً من مطالبة المشرعين «بحل مشكلتهم». نصح سانتوروم الطلاب أن يأخذوا دروسًا في الإنعاش القلبي الرئوي بدلاً من السير في واشنطن.

### قوانين جديدة
في آذار / مارس 2018، أقرت الهيئة التشريعية في فلوريدا مشروع قانون عنوانه قانون السلامة العامة بمدرسة مارجوري ستونمان دوغلاس الثانوية. وهو يرفع الحد الأدنى لسن شراء الأسلحة النارية إلى 21 سنة، ويحدد فترات الانتظار وفحص الخلفية، ويوفر برنامجًا لتسليح بعض المعلمين وتوظيف شرطة المدرسة، وتحريم المخزونات، وحظر الأشخاص الذين يحتمل أن يكونوا عنيفًا أو غير صحيين عقليًا الذين تم اعتقالهم بموجب قوانين معينة من امتلاك الأسلحة النارية.في المجمل، يخصص حوالي 400 مليون دولار. وقع الحاكم القانون في 9 مارس. وعلق قائلاً: «بالنسبة لطلاب مدرسة مرجوري ستونمان دوغلاس الثانوية، سمعتم أصواتكم. لم تخذلكم وحاربتم حتى حدث تغيير». وقال جون كاسيدي في مجلة نيويوركر «، وكانت هذه هي المرة الأولى منذ ثلاثين عاما أن ولاية فلوريدا قد مرت أي قيود بندقية، وكان ردا مباشرا على حركة أبدا مرة أخرى، التي تأسست من قبل الطلاب من مارجوري ستونمان دوغلاس في مدرسة ثانوية.»

## References
1. ↑  Chavez، Nicole (18 فبراير 2018). "Florida school shooting survivors turn grief into action". سي إن إن. مؤرشف من الأصل في 2019-04-05. اطلع عليه بتاريخ 2018-02-18. {{استشهاد ويب}}: استعمال الخط المائل أو الغليظ غير مسموح: |ناشر= (مساعدة)
2. ↑  CBS News (17 فبراير 2018). "Gun control rally held Fort Lauderdale in wake of deadly school shooting". سي بي إس نيوز. مؤرشف من الأصل في 2019-04-05. اطلع عليه بتاريخ 2018-02-28.
3. 1 2  Bailey، Chelsea (17 فبراير 2018). "At rally, Parkland shooting survivors rail against gun laws, NRA and Trump". إن بي سي نيوز. مؤرشف من الأصل في 2019-05-16. اطلع عليه بتاريخ 2018-02-18.
4. ↑  Iasimone، Ashley (17 فبراير 2018). "Artists React to Florida School Shooting Survivor's Powerful Speech at Gun Control Rally". بيلبورد (مجلة). مؤرشف من الأصل في 2019-04-05. اطلع عليه بتاريخ 2018-02-18.
5. ↑  "Florida student Emma Gonzalez to lawmakers and gun advocates: 'We call BS'". سي إن إن. 17 فبراير 2018. مؤرشف من الأصل (Includes video and transcript) في 2018-06-28. اطلع عليه بتاريخ 2018-02-28.
6. ↑  Kasky، Cameron (15 فبراير 2018). "Parkland student: My generation won't stand for this". سي إن إن. مؤرشف من الأصل في 2019-05-01. اطلع عليه بتاريخ 2018-02-19. {{استشهاد ويب}}: استعمال الخط المائل أو الغليظ غير مسموح: |ناشر= (مساعدة)
7. ↑  Selk, Avi (24 Feb 2018). "NRA lashes out at boycott movement as United, Delta and other corporations cut ties". واشنطن بوست (بالإنجليزية الأمريكية). ISSN:0190-8286. Archived from the original on 2019-09-14. Retrieved 2018-02-25. Banks and credit companies could effectively ban assault weapons right now, simply by prohibiting customers from using their services to buy them…[also]executives were  considering policies that would lead "assault weapons [to] be eliminated from virtually every firearms store in America because otherwise the sellers would be cut off from the credit card systems."….Gunmakers also use credit to make purchases, so banks could throttle them from the supply side, as well.
8. ↑  Song، Jean (16 فبراير 2018). "Florida school shooting survivor to lawmakers: "Make some compromises"". سي بي إس نيوز. مؤرشف من الأصل في 2018-06-18. اطلع عليه بتاريخ 2018-02-27.
9. ↑  Tarr، Delaney (19 فبراير 2018). "I Survived the Parkland Shooting. This Is What I Want Everyone to Know". Teen Vogue. مؤرشف من الأصل في 2018-12-07. اطلع عليه بتاريخ 2018-03-16.
10. ↑  Aradillas، Elaine (1 مارس 2018). "What to Know About Jaclyn Corin, Class President Who Became National Activist After School Shooting". بيبول. مؤرشف من الأصل في 2019-07-11. اطلع عليه بتاريخ 2018-03-24.
11. ↑  Cullen، Dave (7 مارس 2018). "'The News Forgets. Very Quickly.': Inside the Marjory Stoneman Douglas Students' Incredible Race to Make History". فانيتي فير. مؤرشف من الأصل في 2018-11-23. اطلع عليه بتاريخ 2018-03-24.
12. ↑  "FL school shooting survivor reacts to Trump action on bump stocks". سي إن إن. 20 فبراير 2018. مؤرشف من الأصل في 2018-06-27. اطلع عليه بتاريخ 2018-03-16.
13. ↑  Hutchinson، Bill (21 فبراير 2018). "Assault-rifle bill voted down in Florida as shooting survivors look on in Capitol". إيه بي سي نيوز. مؤرشف من الأصل في 2019-02-15. اطلع عليه بتاريخ 2018-02-21.
14. ↑  Sanchez، Ray؛ Boyette، Chris؛ McLaughlin، Eliott (20 فبراير 2018). "Florida Legislature rejects weapons ban with massacre survivors en route to Capitol". سي إن إن. مؤرشف من الأصل في 2019-04-06. اطلع عليه بتاريخ 2018-02-21. {{استشهاد ويب}}: استعمال الخط المائل أو الغليظ غير مسموح: |ناشر= (مساعدة)
15. ↑  Witt، Emily (23 فبراير 2018). "Urgency and Frustration: The Never Again Movement Gathers Momentum". النيويوركر. مؤرشف من الأصل في 2019-03-08. اطلع عليه بتاريخ 2018-02-28.
16. ↑  "Update: More than 3,000 people rally at the Capitol; number growing". Tallahassee Democrat. 21 فبراير 2018. مؤرشف من الأصل في 2018-04-22. اطلع عليه بتاريخ 2018-02-21.
17. ↑  Ryan، Lisa (24 مارس 2018). "Emma González's March For Our Lives Speech Lasted As Long As the Parkland Shooting". The Cut. نيويورك (مجلة). مؤرشف من الأصل في 2018-06-07. اطلع عليه بتاريخ 2018-03-24. {{استشهاد بخبر}}: استعمال الخط المائل أو الغليظ غير مسموح: |ناشر= (مساعدة)